# Fusta (vaixell)

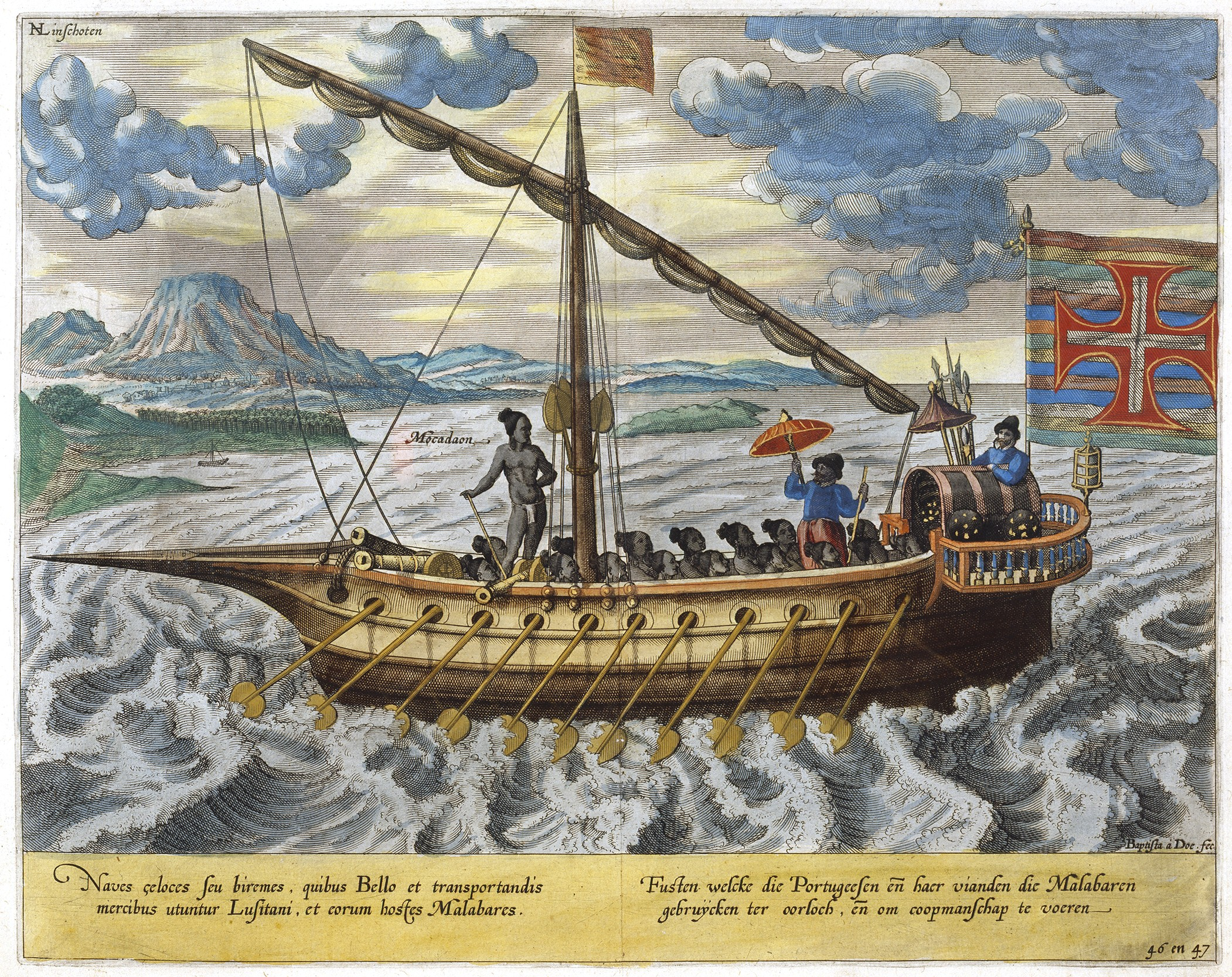
Fusta representada en un llibre de Jan Huygen van Linschoten.

Una fusta era una embarcació estreta, lleugera i ràpida, de poc calat, impulsada per rems i vela, en essència, una petita galera. Normalment tenien bancs de rem a cada costat, d'entre 12 i 18 homes, un sol pal amb una vela llatina (triangular) i normalment portava dos o tres canons. La vela es feia servir per travessies i estalvi de forces dels remers, mentre que els rems propulsaven la nau dins i fora de port i durant els combats.
Fusta va ser el nom genèric que rebien tota mena d'embarcacions a l'edat mitjana, encara que ja en el segle xv formaven una família particular d'embarcacions de rem. De vegades també se'ls deia galiota, encara que aquestes solien tenir dos pals.
La seva velocitat, mobilitat, capacitat de moure's sense vent, i la seva habilitat per operar en aigües poc profundes-crucial per amagar-se en les aigües costaneres abans d'assaltar als vaixells que passaven-feien que fossin ideals per a la guerra i la pirateria. La fusta va ser el vaixell favorit dels corsaris del nord d'Àfrica de Salé i la costa de Barbaria. També principalment amb fustes els germans Barbarroja, Oruç Reis i Khair ed-Din, van portar a terme la conquesta turca del nord d'Àfrica i el rescat dels mudèjars i moriscs d'Espanya després de la caiguda de Granada. Ells, i els altres corsaris nord-africans, van causar terror a les flotes cristianes ia les illes i zones costaneres de la Mediterrània amb embarcacions d'aquest tipus en els segles xvi i xvii.